# Circular Quay

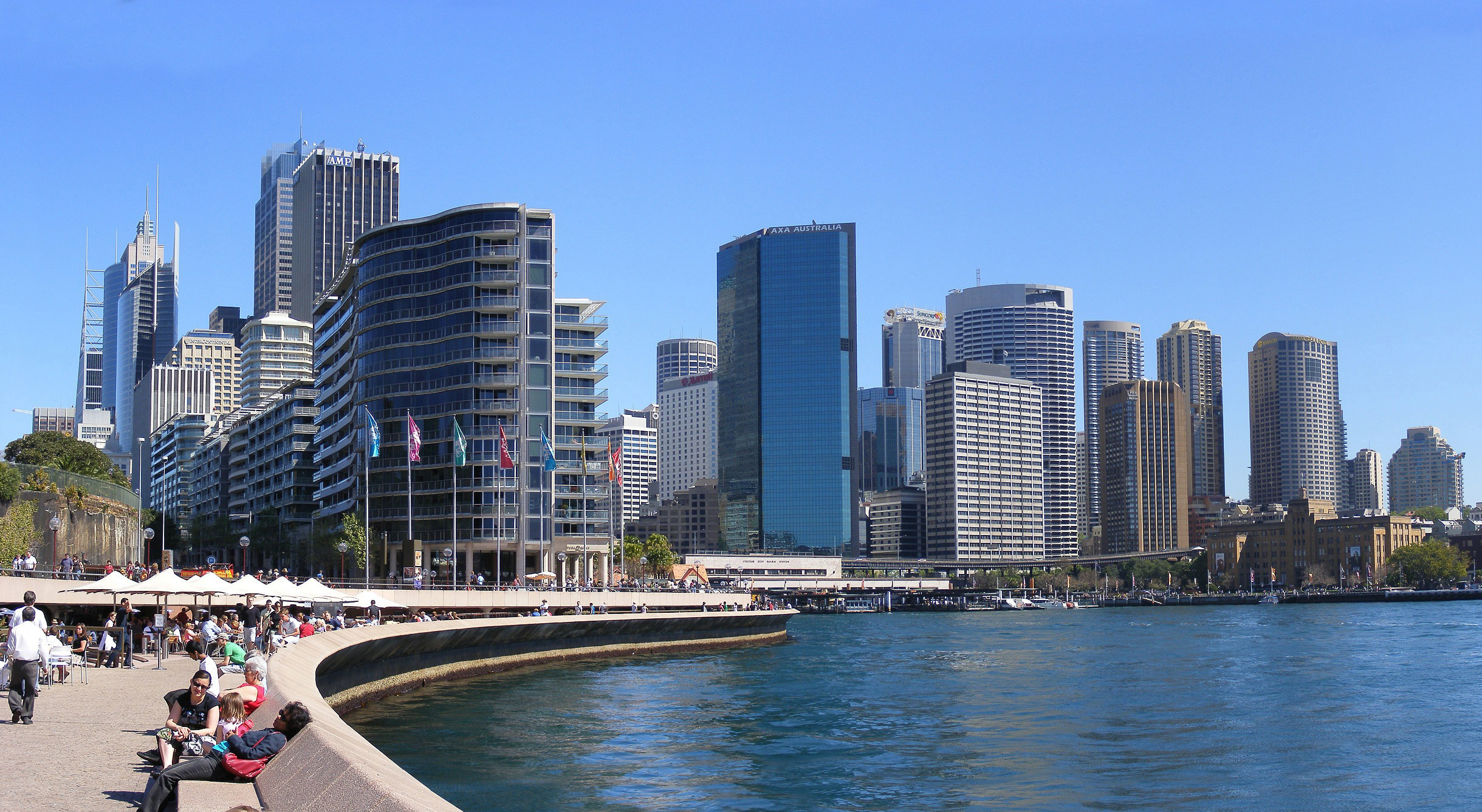
Circular Quay heute

Der Circular Quay befindet sich am nördlichen Ende des Stadtzentrums von Sydney, New South Wales, Australien. Beim Circular Quay handelt es sich um Straßen und angrenzende Gebäude, welche rings um den Sydney Cove liegen. Das östliche Ende bildet der Bennelong Point mit dem Sydney Opera House, das westliche Ende bildet der Campbells Cove, welcher heute vor allem als Anlegeplatz des Nachbaus der Bounty bekannt ist.
Die genaue Abgrenzung des Circular Quay zu den angrenzenden Stadtteilen Sydneys ist nicht immer einfach, besonders die Übergänge zum Stadtteil The Rocks sind eher fließend.

## Geschichte und Name

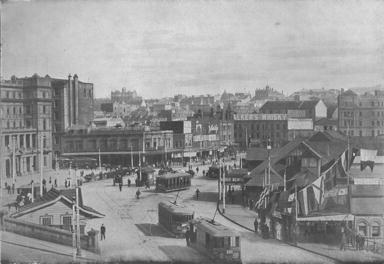
Circular Quay circa 1900

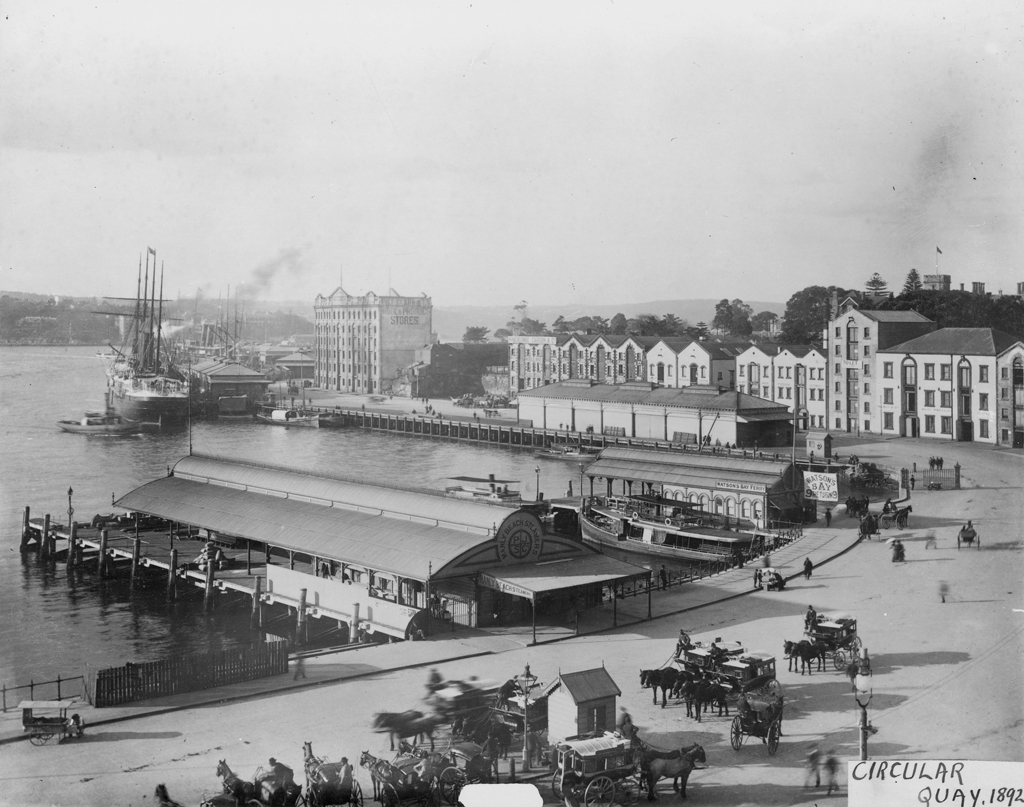
Circular Quay 1892

Sydney Cove war die Anlegestelle der First Fleet, welche 1788 Australien erreichte. An dieser Stelle wurde die erste Siedlung namens Sydney gegründet. Der ursprüngliche Name dieser Anlegestelle war Semi-Circular Quay, was seine eigentliche halbkreisartige Form beschreibt. Später wurde der Name aufgrund der Bequemlichkeit der Einwohner Sydneys auf seine heutige Form gekürzt.

## Verkehr
Aufgrund seiner zentralen Lage direkt am Hafen entwickelte sich der Circular Quay zunächst zu einem zentralen Verkehrsknoten der Stadt Sydney, was er auch heute noch ist. So gibt es bis heute 5 Anlegebrücken für Fähren, ein Terminal für Kreuzfahrtschiffe, einen Busbahnhof und eine Station des innerstädtischen Eisenbahnnetzes mit sehr guten Umsteigemöglichkeiten zwischen den verschiedenen Verkehrsmitteln.
Lange Zeit befand sich am Circular Quay ein Endpunkt des städtischen Straßenbahnnetzes der Stadt Sydney. Gegen Mitte des 20. Jahrhunderts wurde das Straßenbahnnetz zurückgebaut und so befindet sich an dieser Stelle heute ein Busbahnhof der Stadt, welcher ein wichtiges Verbindungsglied im innerstädtischen Personentransport ist.
Die Bahnstation wurde, ebenso wie der Cahill Expressway, eine Schnellstraße, welche von der Harbour Bridge abzweigt, auf Stelzen errichtet. Somit bietet sich den wartenden Fahrgästen vom Bahnhof aus ein großartiger Blick auf die Fähranleger und große Teile des Circular Quay. 
Die fünf Fähranlegestellen werden ausnahmslos von allen Fähren, welche den Hafen von Sydney und den Parramatta-Fluss befahren, angefahren. Außerdem gibt es Anleger für einige andere Schiffe und Wassertaxis. An der westlichen Seite des Circular Quay befindet sich eine von zwei Anlegestellen für Kreuzfahrtschiffe im Hafen von Sydney.
In den letzten Jahren gab es Bemühungen die Strecke des Sydney Monorail bis zum Circular Quay zu verlängern, was bisher aber von der Regierung des Landes New South Wales abgelehnt worden ist. Im Juni 2013 wurde deren Betrieb eingestellt. Stattdessen wurde entschieden, das Netz der Trambahn in Sydney (Light Rail) auszubauen. Als Streckenende wurde für die Linien L2 und L3 der Circular Quay festgelegt.

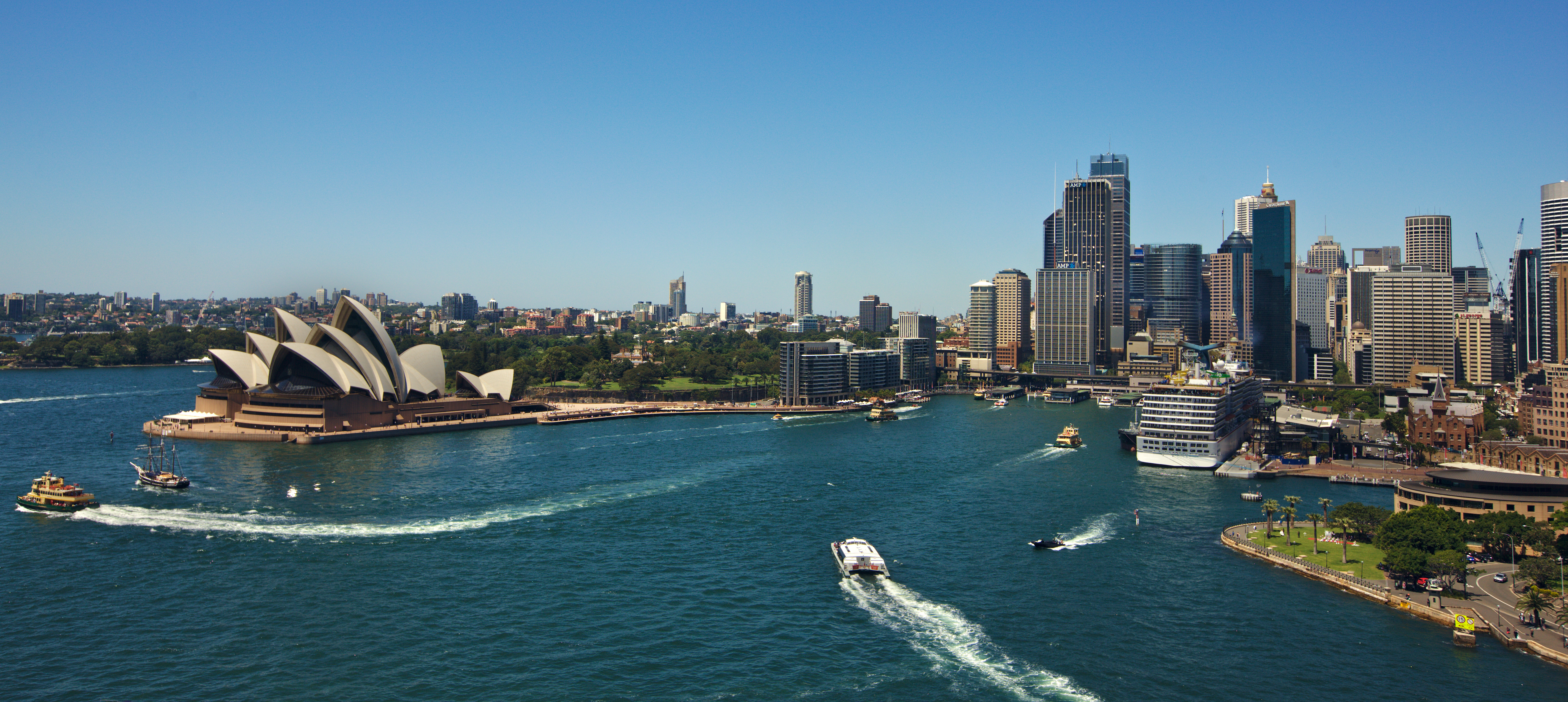
Circular Quay (rechts) und das Opera House (aufgenommen von der Harbour Bridge)

## Sonstiges
Seit den 1980er Jahren hat sich Circular Quay mehr und mehr zu einer Attraktion für Touristen und Einheimische entwickelt. So gibt es an der Ost- und Westseite zahlreiche Geschäfte, Restaurants, Cafés, Bars und Museen. Am Circular Quay finden alljährlich große Feiern zu Silvester und am Australia Day statt, welche einen großartigen Blick auf die berühmten Feuerwerke an der Sydney Harbour Bridge bieten.
Im Bereich Circular Quay ist auch Sydneys Museum of Contemporary Art beheimatet. Im australischen Herbst 2006 war die größte Open-Air-Kunstveranstaltung, die Sydney je erlebte, zu Gast auf dem Circular Quay: Über 7 Wochen präsentierten sich die Berlin Buddy Bears gegenüber der Sydney Opera. Jeder der rund 130 Bären repräsentiert einen von den Vereinten Nationen anerkanntes Land, das symbolhaftig für die universellen Werte von Frieden, Freiheit und Freundschaft steht, wie es John Howard in der Eröffnungsrede zum Ausdruck brachte.